# Tanjuang Aro Sikabu-Kabu Pd. Panja
Tanjuang Aro Sikabu-Kabu Pd. Panja is een bestuurslaag in het regentschap Lima Puluh Kota van de provincie West-Sumatra, Indonesië. Tanjuang Aro Sikabu-Kabu Pd. Panja telt 4910 inwoners (volkstelling 2010).